# آذرباد مهراسپندان
آذرباد مَهرَاسپندان (آتروپات مَهرَسپندان، آتروپات مارسپندان، آتروپات امهرسپنت، آذر باد مار سپندان) دانشمند و موبد موبدان دورهٔ شاپور دوم بود. نام وی از واژهٔ «سپنته» مشتق است. گفته‌اند برای اثبات حقانیت دین زردشت در مقابل مبلغان مسیحی که کنستانتین یکم پادشاه روم به مرزهای ایران فرستاده بود حاضر شد که ۹ من روی گداخته، بر سینهٔ وی ریزند... چنین کردند و بدو رنجی نرسید.
سخنان شیوا و پندهایی به زبان پهلوی بدو منسوب است، به نام اندرزنامهٔ آذرباد مهراسپندان که جزء متون پهلوی در بمبئی به چاپ رسیده و آن نیز به نظم و نثر توسط محمدتقی بهار ترجمه شده است.
نامبرده در حدود سال ۳۵۰ میلادی می‌زیسته و طبق آنچه در جلد پنجم معجم‌البلدان کتاب یاقوت حموی ذکر شده است اهل شهر جور یا گور یا فیروزآباد فعلی بوده است. پسرش زردشت مار سپندان و نوه او آذر باد بوده است. نوادگان ایشان تا ۴٫۵ سده پس از او موبد موبدان زردشت بوده‌اند. طبق آنچه یاقوت حمودی در کتاب معجم البلدان ذکر نموده است اهالی منطقه جبل انارویه از توابع شهرستان فیروزآباد از نوادگان این موبد زردشتی هستند.
خرده‌اوستا که قسمتی از مجموعهٔ اوستاست و شامل دعاها و سرودهای کوتاه آیینی زرتشتیان می‌شود را نیز آذرباد مهراسپندان تدوین کرده است.